# Comuna Kîcikîri, Radomîșl
Kîcikîri (în ucraineană Кичкирівська сільська рада) este o comună în raionul Radomîșl, regiunea Jîtomîr, Ucraina, formată din satele Brid, Hlînîțea, Kîcikîri (reședința) și Nova Iurivka.

## Demografie
Componența lingvistică a comunei Kîcikîri
     Ucraineană (97,83%)
     Rusă (1,63%)
     Alte limbi (0,43%)
Conform recensământului din 2001, majoritatea populației comunei Kîcikîri era vorbitoare de ucraineană (97,83%), existând în minoritate și vorbitori de rusă (1,63%).